# Вадо (ера)
Вадо (和銅) је име последње званичне ере (ненго) Асука периода у јапанској историји. Трајала је од јануара 708. до септембра 715. Пре ње била је Кеиун ера а после ње прва ера Нара периода - Реики. Владајући монарх била је царица Генмеј.
Име „Вадо“ изабрано је како би се обележио проналазак налазишта бакра и у округу Чичибу који је сад део модерне префектуре Саитама. Јапанска реч за бакар је „до“ (銅) а глас „ва“ био је антички кинески назив за Јапан. Комбинацијом та два слога добијен је назив за еру која би се могла превести као „јапански бакар“.
Вадо ера је позната и по кованици вадокаичин (和同開珎), која је препозната као прва јапанска монета у историји.

## Важнији догађаји Вадо ере
- 5. мај 708. (Вадо 1): Новооткривени бакар из провинције Мусаши је представљен царском двору.[6]
- 708. (Вадо 1, трећи месец): Фуџивара но Фухито (藤原不比等) је именован министром „удаиџином“. Исо ками Маро постаје министар „садаиџин“.[7]
- 709. (Вадо 2, трећи месец): Настаје побуна против власти у провинцији Муцу и Ечиго. На места побуне послате су војне трупе.[7]
- 709. (Вадо 2, пети месец): Долазе амбасадори из Силе (данас део Кореје) пружајући почасти домаћинима. Састају се са Фуџиваром Но Фихитом и са њим планирају будућу сарадњу.[8]
- 710. (Вадо 3, трећи месец): Царица Генмеј пребацује престоницу у Нару која је тада била позната под називом Хеиџо-кјо.[5] Ова селидба планирана је још у последњим годинама Момуове владавине али је цар умро пре него што су последње припреме обављене.[7] У то доба обичај премештања главног града није био стран и дешавао се скоро у свакој владавини, међутим цар Мому ипак није желео да се пресели сматрајући Фуџивара палату, коју је изградила царица Џито, својим домом.[9]
- 711. (Вадо 5, двадесетосми дан првог месеца): О но Јасумаро завршава дело Коџики.[10]
- 712. (Вадо 5): Провинција Муцу се одваја од провинције Дева.[7]
- 713. (Вадо 6, трећи месец): Провинција Тамба одваја се од провинције Танго. Провинција Мимасака је одвојена од провинције Бизен, а провинција Хјуга од провинције Осуми.[7]
- 713. (Вадо 6, други дан петог месеца): Царица даје наредбу свакој покрајини да уреди и достави царском двору запис о својој области, како би се објединило етимолошко порекло географских назива, попис производа особених за ту земљу као и опис локалне географије уз предања која су се могла чути од стараца. Ови записи називају се Фудоки.[11]
- 713. (Вадо 6): Проширен је пут кроз Мино и Шинано провинцију, али и кроз област Кисо која је данас део модерне префектуре Нагано.[7]

Након што је царица Генмеј преместила престоницу у Нару, овај град остаће главни током седам следећих владавима. Иако је кратко владала, абдицирајући у корист своје ћерке, оставила је значајан допринос започевши Нара период који се сматра важним периодом културног развитка.